# 突破倡議

綠堤望遠鏡是突破聆聽項目所使用的幾個射电望远镜之一。

突破倡議是一個由俄國科技業富豪尤里·米爾納於2015年創建的計畫。该计划準備在十年內投資1億美金尋找外星生命。整個計畫分為幾個子項目。突破聆聽項目將會尋找從超過100萬個恆星系統可能發射出來無線電或雷射信號。突破信息項目準備設計出一條代表人類與地球的信息，在不久的將來送入太空。突破攝星項目则与马克·扎克伯格合作，试图發射數千枚小探測器至最近星球半人馬座阿爾法星附近，速度高達光速的20%。突破观察项目准备识别和分类位于地球20光年以内的，类似地球的岩质行星。